# Nisandzsi Tadzsizade Dzsáfer Cselebi
Nişancı Taci-Zade Câ'fer Çelebi vagy Nīshāndji Tādji-Zādah Djā'far Chalabi (1459-1515), ismert még mint Câ'fer Çelebi vagy Ja'far Chalabi török államférfi és költő .

## Élete
Amaysa városában született 1459-ben. (a török naptár szerint 864-ben). Édesapja, Tādjī Beg tanácsadóként szolgált I. Bajazid szultán udvarában. Miután teológiai tanítóként jelentős karriert futott be, 1497-ben vagy 1498-ban, az évszám pontosan nem ismert, II. Bajazid nişancınak (az oszmán irattár felelőse), majd kazaszkernek, azaz főbírónak nevezte ki.   
Élete akkor vett fordulatot, amikor Ahmed herceg és testvére, a későbbi I. Szelim trónviszálya kitört és őt, feltehetőleg mivel előbbit támogatta, katonai engedetlenség miatt 1515-ben kivégezték.
Az egyik legjelentősebb oszmán költő, a diván irányzat jeles képviselője.

## Néhány fennmaradt munkája
- Hevesname
- Mahruse-i İstanbul Fetihnamesi
- Münşeat
- Diván (Török és perzsa versek gyűjteménye.)